# Matar al abuelito
Matar al abuelito es una película  coproducción de Argentina y España filmada en Fuji-Color dirigida por Luis César D'Angiolillo sobre su propio guion escrito en colaboración con Eduardo Mignogna y Roli Sienra con colaboración de Mara Laskowski y Santiago Carlos Oves según el argumento de Roli Sienra y Luis César D'Angiolillo que se estrenó el 29 de abril de 1993 y que tuvo como actores principales a Federico Luppi, Inés Estévez, Alberto Segado y Mirta Busnelli.

## Sinopsis
Un anciano que vive en una casa muy grande acosado por sus herederos intenta suicidarse. Falla y una joven ingresa a su vida para cuidarlo y revivirlo.

## Reparto
- Federico Luppi …Don Mariano Agüero
- Inés Estévez …Rosita
- Alberto Segado …Fernando
- Mirta Busnelli …Amelita
- Atilio Veronelli …Marcelo
- Laura Novoa …Fabiana
- Tina Serrano …Hermana Matilde
- Horacio Peña …Jeff
- Emilio Bardi …Ramón
- Lidia Catalano …Deolinda
- Cecilia Etchegaray …Sabina
- María Lorenzutti …Coca
- Gustavo del Solar …Hijo Deolinda
- Roberto Berkunski …Dr. Kramer
- Carlos Catalano
- Alicia Seguí
- Marcelo Jáureguiberri
- Walters Sproveri
- José María Guimet
- Mario Montani
- Juan Barco

## Premios y nominaciones
Asociación de Cronistas Cinematográficos de la Argentina Premios 1004
- Premio Cóndor de Plata a la mejor Revelación Femenina para Inés Estévez
- Candidato al Premio al Mejor actor Federico Luppi
- Candidata Premio a la Mejor Actriz Inés Estévez

Festival Internacional de Cine Latinoamericano de Biarritz de 1994
- Premio a la Mejor Actriz para Inés Estévez

## Comentarios
Alejandro Ricagno en  El Amante del Cine escribió:

«Se apela a la poesía y se cae en frases salidas de un libro de Narosky; en imágenes “cándidas” pero que son de una pretenciosa falsa ingenuidad.»

Rafael Granado en Clarín dijo:

«Un debut promisorio. El novel realizador quiso colocar demasiadas  cosas en los tramos que van armando conflicto.»

Daniel López en La Razón opinó:

«En el terreno narrativo, Luis César D’Angiolillo, desechó cualquier tentación de modernidad y se dedicó simplemente a contar su historia apelando a los métodos convencionales.»